# Lecanodiaspis tarsalis
Lecanodiaspis tarsalis är en insektsart som först beskrevs av Robert Newstead 1917.  Lecanodiaspis tarsalis ingår i släktet Lecanodiaspis och familjen Lecanodiaspididae. Inga underarter finns listade i Catalogue of Life.